# Vodováha

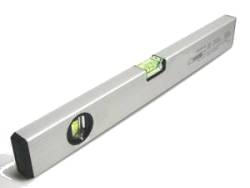
Stavebnická bublinková vodováha

Vodováha nebo také libela (z latinského libella) je jednoduchý přístroj, sloužící k určování vodorovného (a odvozeně i svislého) směru. Pracuje buď na principu Archimédova zákona (bublinková vodováha), spojených nádob (hadicová vodováha) nebo dalších fyzikálních principech (elektronická vodováha). Hadicová vodováha je v běžné praxi na větší vzdálenosti přesnější než bublinková vodováha.

## Bublinková vodováha

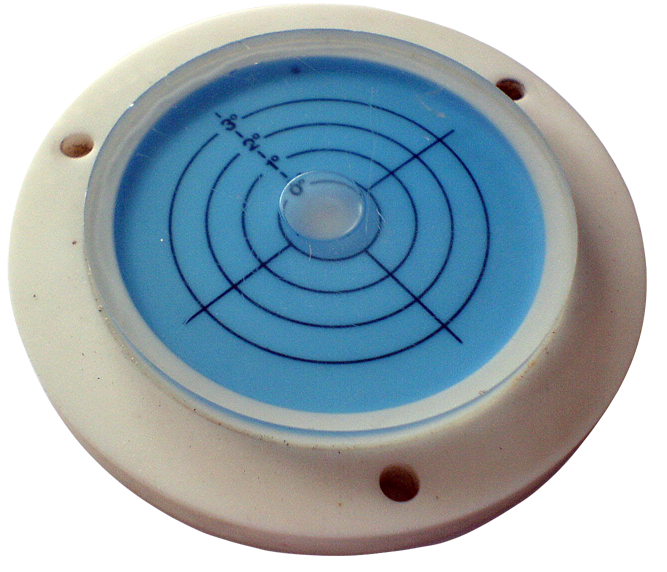
Krabicová libela

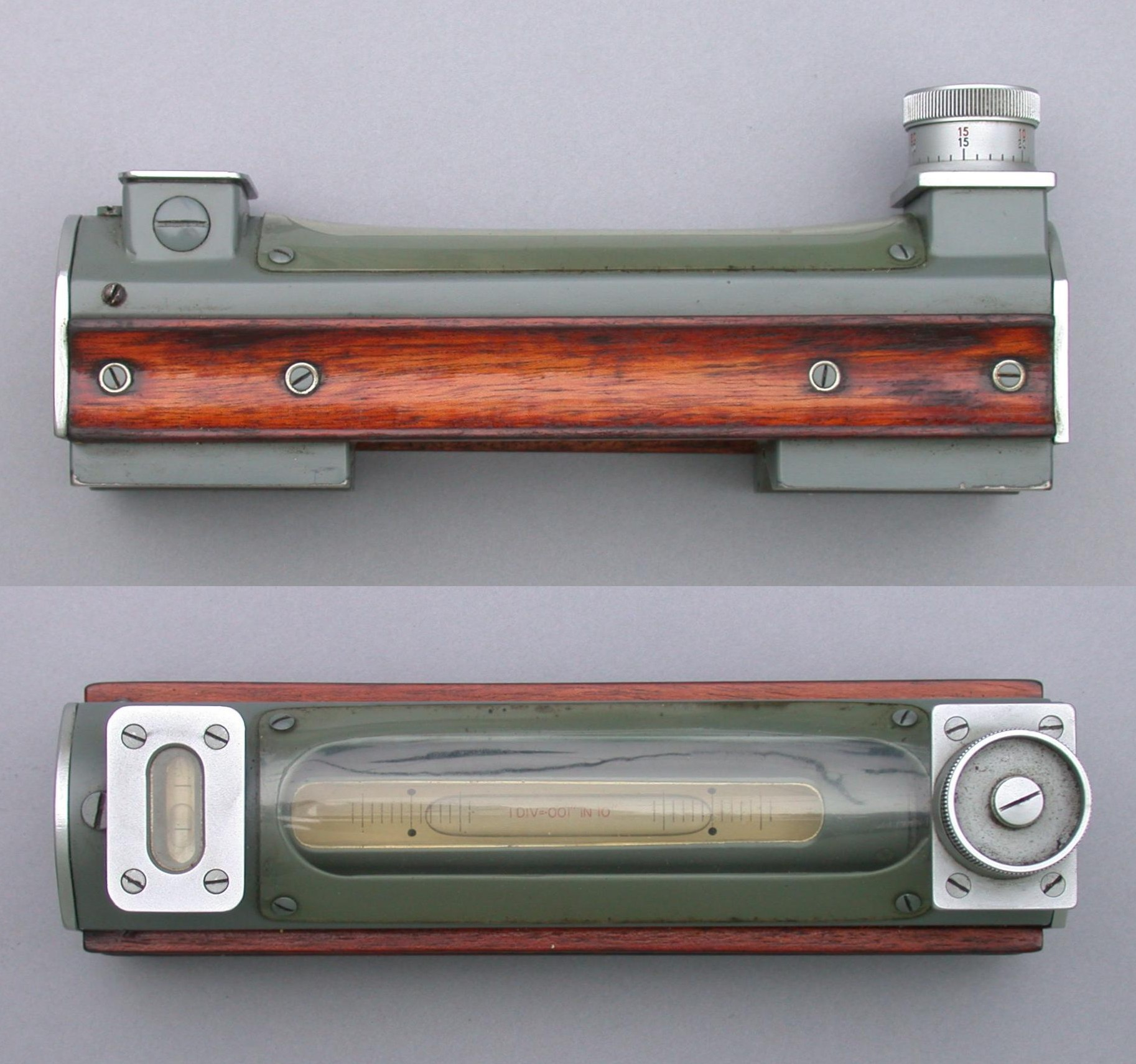
Jednoduchá strojírenská vodováha s rektifikačním šroubem

Základem běžného druhu bublinkové vodováhy je prohnutá trubička s kapalinou, v níž je bublina. Trubička je pevně a přesně uložena v dřevěném nebo kovovém hranolu. Bublina má snahu vyplavat na nejvyšší místo trubičky. Poloha bubliny, při níž je hranol ve vodorovné poloze, je na trubičce vyznačena ryskami. U stavební vodováhy bývá kolmo k ní umístěna druhá podobná trubička, umožňující nastavení svislice.
U přesnějších vodovah, například pro použití ve strojírenství, není trubička prohnutá, ale zevnitř vybroušená do mírně soudkovitého tvaru. Vodováha mívá také rektifikační šroub pro přesné justování. Strojírenské vodováhy na ustavování strojů a zařízení mívají vespod vybroušenou trojúhelnou drážku, aby se daly použít i k nastavování hřídelů a válcovitých součástí. Jiné mají tvar čtvercového rámu, takže dovolují i nastavení do svislé polohy.
Zatímco trubicová vodováha indikuje polohu jen v jednom směru, kruhová či krabičková vodováha má svrchní sklíčko mírně vypuklé, takže ukazuje odchylku od vodorovné roviny ve všech směrech. Vodorovnou polohu, případně malé odchylky, vyznačují soustředné kružnice na sklíčku. Toto řešení se používá zejména u přístrojů, vyžadujících ustavení do vodorovné polohy (teodolity, přesné váhy apod.) či u stativů.
Trubicovou vodováhu vynalezl Melchisedech Thévenot, pozdější knihovník krále Ludvíka XIV., kolem roku 1660 a roku 1661 o ní psal Ch. Huygensovi. Rozšířila se však až koncem 18. století.

## Hadicová vodováha

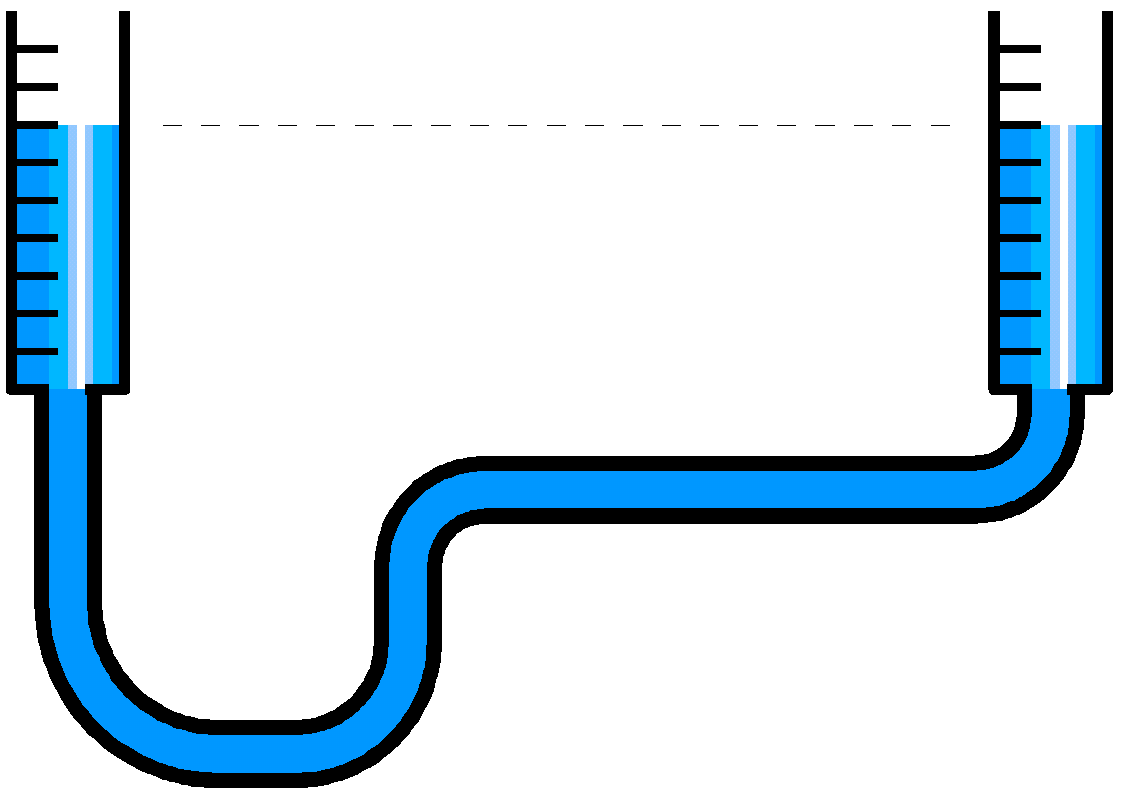
Schema hadicové vodováhy

Hadicová vodováha se používá především ve stavebnictví a na větší vzdálenosti je přesnější než bublinková vodováha. Skládá se ze dvou průhledných trubic se stupnicí, spojených hadicí. Hadice je naplněna vodou a porovnáním hladin v trubicích lze určit shodnou výšku u míst, vzdálených až do délky hadice.
Dá se vyrobit z PET lahví a půlcoulové zahradní hadice. PET láhev se musí na dně provrtat.

## Laserová vodováha

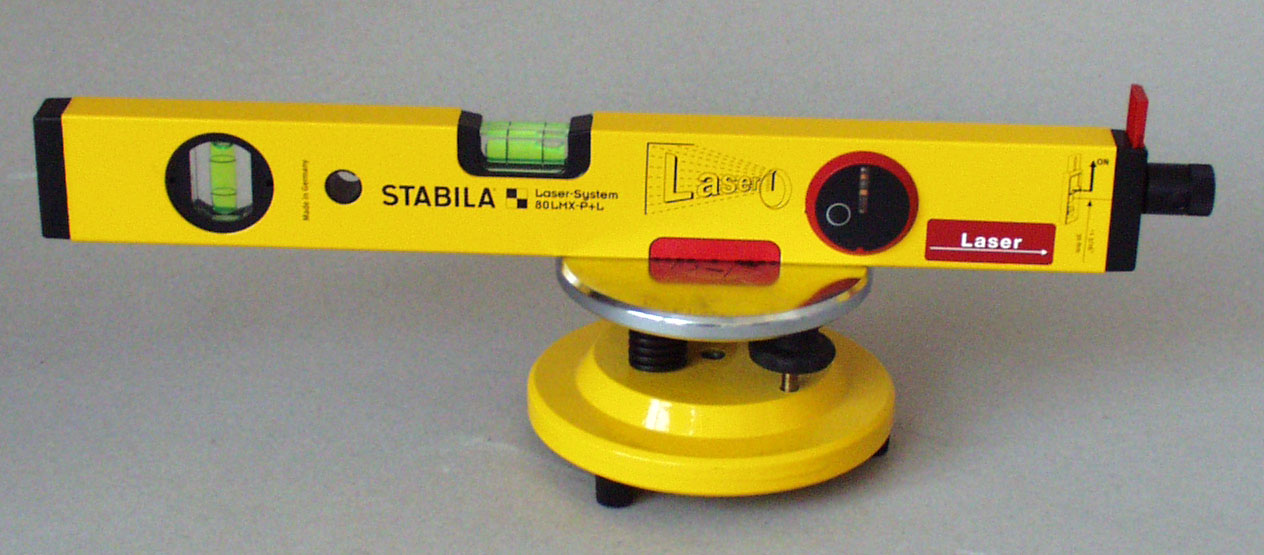
Laserová vodováha

Některé vodováhy (bublinkové nebo elektrické) jsou vybaveny optikou s laserovou diodou a umožňují promítat měřenou rovinu pomocí tenkého laserového paprsku na zeď či jiný podklad. Mohou být upevněny na stativ, umístěny do volného prostoru a využity k vyměřování po obvodu místnosti, například vágrysu. Používají se i kompaktní laserové vodováhy, někdy kombinované s funkcí laserového dálkoměru.